# Рогуди
Рогу̀ди (на италиански: Roghudi, на грико Richùdi, Рихуди) е село и община в Южна Италия, провинция Реджо Калабрия, регион Калабрия. Разположено е на 55 m надморска височина. Населението на общината е 1137 души (към 2012 г.).
В това село, особено в малки села около административния център, живее гръцко общество, което говори на особен гръцки диалект, наречен грико.